# Miguel Muruve y Galán
Miguel Muruve y Galán (Los Palacios, 8 de mayo de 1836-Madrid, 7 de agosto de 1898) fue un ingeniero de caminos y político español.

## Biografía
Nacido en el municipio sevillano de Los Palacios el 8 de mayo de 1836, cursó estudios de Bachillerato en la capital de provincia. Con posterioridad se trasladó a Madrid, donde se matriculó en la Escuela Especial de Ingenieros de Caminos, Canales y Puertos. Intervino como proyectista en varias líneas ferroviarias: Barcelona-Granollers, Zafra-Huelva, Villalba-Segovia y Segovia-Medina del Campo. De hecho, el propio Muruve obtuvo en 1881 la concesión para el trazado Villalba-Segovia-Medina del Campo, que la traspasaría a la Compañía de los Caminos de Hierro del Norte de España.
Muruve también hizo una incursión en la política. Amigo de Práxedes Mateo Sagasta, fundador del Partido Liberal, en las elecciones de 1881 obtuvo del acta de diputado en las Cortes por la circunscripción de Puerto Rico. En los comicios de 1886 y 1893 resultó electo diputado por el distrito de Utrera.